# Danh sách đĩa nhạc của Christina Aguilera
Danh sách đĩa nhạc của nữ ca sĩ-nhạc sĩ người Mỹ Christina Aguilera bao gồm bảy album phòng thu, một album tổng hợp, một album thu thử, một đĩa mở rộng (EP), một album nhạc phim, 36 đĩa đơn và 32 video âm nhạc.
Năm 1997, cô thu âm bài hát "All I Wanna Do" cùng với Keizo Nakanishi trích từ album Spinning của Keizo. Năm 1998, cô thu âm bài hát "Reflection" cho album nhạc phim của phim hoạt hình Mộc Lan của hãng Walt Disney. Sau đó, Aguilera đăng ký hợp đồng với hãng thu âm RCA và phát hành album đầu tay mang tên chính mình vào ngày 24 tháng 8 năm 1999. Album là một thành công thương mại, đạt vị trí quán quân trên bảng xếp hạng Billboard 200 của Mỹ. Tổng cộng, album đã tiêu thụ được 8 triệu bản tại Mỹ và 17 triệu bản trên toàn thế giới. Cả bốn đĩa đơn "Genie in a Bottle", "What a Girl Wants", "I Turn to You" và "Come On Over Baby (All I Want Is You)" đều lọt vào tốp ba Billboard Hot 100. Năm 2000, Aguilera phát hành tiếp một album tiếng Tây Ban Nha, Mi Reflejo và một album Giáng sinh, My Kind of Christmas. Đầu năm 2001, Christina cùng với Ricky Martin hợp tác cùng nhau trong đĩa đơn "Nobody Wants to Be Lonely" trích từ album Sound Loaded của Martin. Sau đó, Aguilera tiếp tục hợp tác với ba ca sĩ khác là Lil' Kim, Mýa và Pink trong đĩa đơn "Lady Marmalade". Đây là ca khúc thành công nhất của Aguilera, đứng vị trí quán quân tại Mỹ, Úc, Đức, Ireland và rất nhiều quốc gia khác.
Ngày 29 tháng 10 năm 2002, album phòng thu thứ tư của Aguilera mang tên Stripped chính thức được phát hành. Từ một hình tượng ngây thơ trong album trước, cô lột xác với phong cách âm nhạc táo bạo và tự làm chủ hình ảnh của mình. Điển hình là khi "Dirrty" được phát hành, cô đã bị chỉ trích nặng nề ở Mỹ. Tuy nhiên bài hát lại cực kỳ thành công tại châu Âu. Đĩa đơn thứ hai trích từ album, "Beautiful" là một bản ballad với sự kết hợp nền nhạc piano của Linda Perry. "Beautiful" là một thành công thươg mại, lọt vào tốp 5 của rất nhiều quốc gia. Ba đĩa đơn tiếp theo trích từ album là "Fighter", "Can't Hold Us Down" và "The Voice Within". Tổng cộng, Stripped đã tiêu thụ được 12 triệu bản trên toàn thế giới. Năm 2006, Aguilera phát hành album Back to Basics với đậm âm hưởng nhạc jazz cổ điển nhưng cũng có chút ảnh hưởng của soul và blues. Trên thị trường âm nhạc, Back to Basics là một thành công lớn khi quán quân bảng xếp hạng Billboard 200 và rất nhiều quốc gia khác. Tổng cộng, Back to Basics đã tiêu thụ 1,7 triệu bản tại Mỹ và 4,5 triệu bản toàn thế giới. Năm đĩa đơn trích từ album là "Ain't No Other Man", "Hurt", "Candyman", "Slow Down Baby" và "Oh Mother". Năm 2008, để kỉ niệm 1 thập kỷ hoạt động, Aguilera phát hành tuyển tập hit mang tên Keeps Gettin' Better - A Decade of Hits bao gồm những ca khúc thành công nhất trong sự nghiệp từ những năm 1998 đến năm 2008 của cô.
Năm 2010, Aguilera phát hành album đậm chất nhạc điện tử mang tên Bionic. Mặc dù được đánh giá khá cao, song Bionic lại là một album bán không chạy do không có sự chuẩn bị kĩ kàng cho việc quảng bá album. Album phòng thu thứ bảy của Aguilera mang tên Lotus cũng gặp phải trường hợp tương tự khi doanh số khá thấp. Mặc dù thất bại, song Aguilera vẫn rất vui vì hai album đã thể hiện được chất giọng tốt của mình.
Trong hơn 10 năm sự nghiệp, cô đã có 2 album đạt vị trí số 1 tại bảng xếp hạng Billboard 200 và 5 đĩa đơn quán quân tại bảng xếp hạng Billboard Hot 100. Tới nay, cô đã tiêu thụ được 50 triệu bản album trên toàn thế giới. Cô đồng thời là nghệ sĩ bán được đĩa đơn nhiều thứ nhì thập niên 2000, chỉ sau Madonna.

## Album

### Album phòng thu
| Tựa đề                                                                   | Chi tiết                                                                           | Vị trí xếp hạng cao nhất | Vị trí xếp hạng cao nhất | Vị trí xếp hạng cao nhất | Vị trí xếp hạng cao nhất | Vị trí xếp hạng cao nhất | Vị trí xếp hạng cao nhất | Vị trí xếp hạng cao nhất | Vị trí xếp hạng cao nhất | Vị trí xếp hạng cao nhất | Vị trí xếp hạng cao nhất | Chứng nhận | Doanh số                                                   |
| Tựa đề                                                                   | Chi tiết                                                                           | Mỹ                       | Áo                       | Canada                   | Đức                      | Hà Lan                   | Ireland                  | LH Anh                   | New Zealand              | Thụy Sĩ                  | Úc                       | Chứng nhận | Doanh số                                                   |
| ------------------------------------------------------------------------ | ---------------------------------------------------------------------------------- | ------------------------ | ------------------------ | ------------------------ | ------------------------ | ------------------------ | ------------------------ | ------------------------ | ------------------------ | ------------------------ | ------------------------ | --- | ---------------------------------------------------------- |
| Christina Aguilera                                                       | - Phát hành: 24 tháng 8 năm 1999 - Hãng đĩa: RCA - Định dạng: CD, cassette         | 1                        | 15                       | 1                        | 13                       | 21                       | 10                       | 14                       | 5                        | 5                        | 21                       | - Mỹ: 8× Bạch kim - Canada: 6× Bạch kim - LH Anh: Vàng - New Zealand: Bạch kim - Thụy Sĩ: Vàng - Úc: Bạch kim                                                                     | - Thế giới: 17.000.000 - Mỹ: 9.142.000A                    |
| Mi Reflejo                                                               | - Phát hành: 12 tháng 9 năm 2000 - Hãng đĩa: RCA - Định dạng: CD, cassette         | 27                       | —                        | —                        | —                        | —                        | —                        | —                        | —                        | 54                       | —                        | - Mỹ: 6× Bạch kim (Latinh) | - Thế giới: 3.000.000 - Mỹ: 484.000                        |
| My Kind of Christmas                                                     | - Phát hành: 24 tháng 10 năm 2000 - Hãng đĩa: RCA - Định dạng: CD, cassette        | 28                       | —                        | —                        | —                        | —                        | —                        | —                        | —                        | —                        | —                        | - Mỹ: Bạch kim | - Mỹ: 991.000                                              |
| Stripped                                                                 | - Phát hành: 26 tháng 10 năm 2002 - Hãng đĩa: RCA - Định dạng: CD, cassette        | 2                        | 10                       | 3                        | 6                        | 3                        | 2                        | 2                        | 5                        | 9                        | 7                        | - Mỹ: 4× Bạch kim - Áo: Bạch kim - Canada: 3× Bạch kim - Đức: Bạch kim - Ireland: Bạch kim - LH Anh: 5× Bạch kim - New Zealand: 2× Bạch kim - Thụy Sĩ: Bạch kim - Úc: 4× Bạch kim | - Thế giới: 12.000.000 - Mỹ: 4.300.000 - LH Anh: 1.850.852 |
| Back to Basics                                                           | - Phát hành: 10 tháng 8 năm 2006 - Hãng đĩa: RCA - Định dạng: CD, tải kỹ thuật số  | 1                        | 1                        | 1                        | 1                        | 1                        | 1                        | 1                        | 2                        | 1                        | 1                        | - Mỹ: Bạch kim - Áo: Vàng - Canada: 3× Bạch kim - Đức: Bạch kim - Ireland: 3× Bạch kim - LH Anh: Bạch kim - New Zealand: Bạch kim - Thụy Sĩ: Bạch kim - Úc: 2× Bạch kim           | - Thế giới: 4.500.000 - Mỹ: 1.700.000 - LH Anh: 522.696    |
| Bionic                                                                   | - Phát hành: 4 tháng 6 năm 2010 - Hãng đĩa: RCA - Định dạng: CD, tải kỹ thuật số   | 3                        | 3                        | 3                        | 6                        | 6                        | 4                        | 1                        | 6                        | 2                        | 3                        | - Áo: Vàng - Úc: Vàng | - Mỹ: 310.000 - LH Anh: 60.000                             |
| Lotus                                                                    | - Phát hành: 13 tháng 11 năm 2012 - Hãng đĩa: RCA - Định dạng: CD, tải kỹ thuật số | 7                        | 13                       | 7                        | 13                       | 12                       | 29                       | 28                       | 29                       | 10                       | 19                       | - Canada: Vàng | - Mỹ: 73.408 - LH Anh: 9.422                               |
| "—" Album không được phát hành hoặc không được xếp hạng tại quốc gia đó. |                                                                                    |                          |                          |                          |                          |                          |                          |                          |                          |                          |                          | |                                                            |

### Album tổng hợp
| Tựa đề                                 | Chi tiết                                                                          | Vị trí xếp hạng cao nhất | Vị trí xếp hạng cao nhất | Vị trí xếp hạng cao nhất | Vị trí xếp hạng cao nhất | Vị trí xếp hạng cao nhất | Vị trí xếp hạng cao nhất | Vị trí xếp hạng cao nhất | Vị trí xếp hạng cao nhất | Vị trí xếp hạng cao nhất | Vị trí xếp hạng cao nhất | Chứng nhận                                    | Doanh số      |
| Tựa đề                                 | Chi tiết                                                                          | Mỹ                       | Áo                       | Canada                   | Đức                      | Hà Lan                   | Ireland                  | LH Anh                   | New Zealand              | Thụy Sĩ                  | Úc                       | Chứng nhận                                    | Doanh số      |
| -------------------------------------- | --------------------------------------------------------------------------------- | ------------------------ | ------------------------ | ------------------------ | ------------------------ | ------------------------ | ------------------------ | ------------------------ | ------------------------ | ------------------------ | ------------------------ | --------------------------------------------- | ------------- |
| Keeps Gettin' Better: A Decade of Hits | - Phát hành: 7 tháng 11 năm 2008 - Hãng đĩa: RCA - Định dạng: CD, tải kỹ thuật số | 9                        | 10                       | 12                       | 20                       | 28                       | 9                        | 10                       | 15                       | 14                       | 8                        | - Ireland: Vàng - LH Anh: Vàng - Úc: Bạch kim | - Mỹ: 495.000 |

### Album nhạc phim
| Tựa đề    | Chi tiết                                                                           | Vị trí xếp hạng cao nhất | Vị trí xếp hạng cao nhất | Vị trí xếp hạng cao nhất | Vị trí xếp hạng cao nhất | Vị trí xếp hạng cao nhất | Vị trí xếp hạng cao nhất | Vị trí xếp hạng cao nhất | Vị trí xếp hạng cao nhất | Vị trí xếp hạng cao nhất | Vị trí xếp hạng cao nhất | Chứng nhận                           | Doanh số      |
| Tựa đề    | Chi tiết                                                                           | Mỹ                       | Áo                       | Canada                   | Đức                      | Hà Lan                   | LH Anh                   | New Zealand              | Pháp                     | Thụy Sĩ                  | Úc                       | Chứng nhận                           | Doanh số      |
| --------- | ---------------------------------------------------------------------------------- | ------------------------ | ------------------------ | ------------------------ | ------------------------ | ------------------------ | ------------------------ | ------------------------ | ------------------------ | ------------------------ | ------------------------ | ------------------------------------ | ------------- |
| Burlesque | - Phát hành: 19 tháng 11 năm 2010 - Hãng đĩa: RCA - Định dạng: CD, tải kỹ thuật số | 18                       | 5                        | 16                       | 12                       | 78                       | 27                       | 5                        | 108                      | 8                        | 2                        | - Mỹ: Vàng - Úc: Vàng - Canada: Vàng | - Mỹ: 610.000 |

### Album thu thử
| Tựa đề       | Chi tiết                                                                                      | Vị trí xếp hạng cao nhất | Doanh số      |
| Tựa đề       | Chi tiết                                                                                      | Mỹ                       | Doanh số      |
| ------------ | --------------------------------------------------------------------------------------------- | ------------------------ | ------------- |
| Just Be Free | - Phát hành: 21 tháng 8 năm 2001 - Hãng đĩa: Warlock Records - Định dạng: CD, tải kỹ thuật số | 71                       | - Mỹ: 128.000 |

### Đĩa mở rộng
| Tựa đề             | Chi tiết                                                                              |
| ------------------ | ------------------------------------------------------------------------------------- |
| Justin & Christina | - Phát hành: 1 tháng 7 năm 2003 - Hãng đĩa: Sony BMG - Định dạng: CD, tải kỹ thuật số |

## Đĩa đơn

### Đĩa đơn chính thức
| Tựa đề                                                                     | Năm  | Vị trí xếp hạng cao nhất | Vị trí xếp hạng cao nhất | Vị trí xếp hạng cao nhất | Vị trí xếp hạng cao nhất | Vị trí xếp hạng cao nhất | Vị trí xếp hạng cao nhất | Vị trí xếp hạng cao nhất | Vị trí xếp hạng cao nhất | Vị trí xếp hạng cao nhất | Vị trí xếp hạng cao nhất | Chứng nhận                                                                                                 | Album                                  |
| Tựa đề                                                                     | Năm  | Mỹ                       | Áo                       | Canada                   | Đức                      | Hà Lan                   | Ireland                  | LH Anh                   | New Zealand              | Thụy Sĩ                  | Úc                       | Chứng nhận                                                                                                 | Album                                  |
| -------------------------------------------------------------------------- | ---- | ------------------------ | ------------------------ | ------------------------ | ------------------------ | ------------------------ | ------------------------ | ------------------------ | ------------------------ | ------------------------ | ------------------------ | --- | -------------------------------------- |
| "Reflection"                                                               | 1998 | —                        | —                        | —                        | —                        | —                        | —                        | —                        | —                        | —                        | —                        | | Mulan                                  |
| "Genie in a Bottle"                                                        | 1999 | 1                        | 1                        | 1                        | 2                        | 2                        | 2                        | 1                        | 2                        | 2                        | 2                        | - Mỹ: Bạch kim - Áo: Bạch kim - Đức: Bạch kim - New Zealand: Bạch kim - Thụy Sĩ: Vàng - Úc: Bạch kim       | Christina Aguilera                     |
| "What a Girl Wants"                                                        | 1999 | 1                        | 22                       | 5                        | 18                       | 9                        | 7                        | 3                        | 1                        | 17                       | 5                        | - Mỹ: Vàng - New Zealand: Vàng - Úc: Vàng                                                                  | Christina Aguilera                     |
| "The Christmas Song (Chestnut Roasting on an Open Fire)"                   | 2000 | 18                       | —                        | 22                       | —                        | —                        | —                        | —                        | —                        | —                        | —                        | | My Kind of Christmas                   |
| "I Turn to You"                                                            | 2000 | 3                        | —                        | 10                       | 65                       | 40                       | 17                       | 19                       | 11                       | 30                       | 40                       | | Christina Aguilera                     |
| "Come On Over Baby (All I Want Is You)"                                    | 2000 | 1                        | 35                       | 14                       | 27                       | 6                        | 9                        | 8                        | 2                        | 21                       | 9                        | - Mỹ: Vàng - New Zealand: Vàng - Úc: Bạch kim                                                              | Christina Aguilera                     |
| "Pero Me Acuerdo de Ti"                                                    | 2001 | —                        | —                        | —                        | —                        | —                        | —                        | —                        | —                        | —                        | —                        | | Mi Reflejo                             |
| "Falsas Esperanzas"                                                        | 2001 | —                        | —                        | —                        | —                        | —                        | —                        | —                        | —                        | —                        | —                        | | Mi Reflejo                             |
| "Lady Marmalade" (với Lil' Kim, Mýa & Pink)                                | 2001 | 1                        | 3                        | 17                       | 1                        | 2                        | 1                        | 1                        | 1                        | 1                        | 1                        | - Áo: Vàng - Hà Lan: Bạch kim - LH Anh: Vàng - New Zealand: Bạch kim - Thụy Sĩ: Bạch kim - Úc: 2× Bạch kim | Moulin Rouge!                          |
| "Dirrty" (hợp tác với Redman)                                              | 2002 | 48                       | 5                        | 5                        | 4                        | 2                        | 1                        | 1                        | 20                       | 3                        | 4                        | - Hà Lan: Vàng - New Zealand: Vàng - Thụy Sĩ: Vàng - Úc: Bạch kim                                          | Stripped                               |
| "Beautiful"                                                                | 2002 | 2                        | 5                        | 1                        | 4                        | 2                        | 1                        | 1                        | 1                        | 7                        | 1                        | - Mỹ: Vàng - New Zealand: Vàng - Úc: Bạch kim                                                              | Stripped                               |
| "Fighter"                                                                  | 2003 | 20                       | 12                       | 3                        | 13                       | 5                        | 4                        | 3                        | 14                       | 11                       | 5                        | - Mỹ: Vàng - Úc: Vàng                                                                                      | Stripped                               |
| "Can't Hold Us Down" (hợp tác với Lil' Kim)                                | 2003 | 12                       | 13                       | 20                       | 9                        | 10                       | 5                        | 6                        | 2                        | 11                       | 5                        | - Úc: Vàng                                                                                                 | Stripped                               |
| "The Voice Within"                                                         | 2003 | 33                       | 7                        | 10                       | 13                       | 6                        | 4                        | 9                        | 16                       | 3                        | 8                        | | Stripped                               |
| "Car Wash" (hợp tác với Missy Elliott)                                     | 2004 | 63                       | 11                       | —                        | 6                        | 3                        | 5                        | 4                        | 2                        | 5                        | 2                        | - New Zealand: Vàng - Úc: Vàng                                                                             | Shark Tale                             |
| "Ain't No Other Man"                                                       | 2006 | 6                        | 7                        | 4                        | 5                        | 11                       | 3                        | 2                        | 5                        | 5                        | 6                        | - Mỹ: Bạch kim + Vàng - Canada: Bạch kim - Úc: Vàng                                                        | Back to Basics                         |
| "Hurt"                                                                     | 2006 | 19                       | 2                        | 28                       | 2                        | 2                        | 6                        | 11                       | —                        | 1                        | 9                        | - Mỹ: Vàng - Áo: Vàng - Canada: Vàng - Đức: Vàng - Thụy Sĩ: Vàng - Úc: Vàng                                | Back to Basics                         |
| "Candyman"                                                                 | 2007 | 25                       | 14                       | 9                        | 11                       | 12                       | 12                       | 17                       | 2                        | 11                       | 2                        | - Mỹ: Vàng - Canada: Vàng - New Zealand: Vàng - Úc: Bạch kim                                               | Back to Basics                         |
| "Slow Down Baby"                                                           | 2007 | —                        | —                        | —                        | —                        | —                        | —                        | —                        | —                        | —                        | 21                       | | Back to Basics                         |
| "Oh Mother"                                                                | 2007 | —                        | 23                       | —                        | 18                       | —                        | —                        | —                        | —                        | 79                       | —                        | | Back to Basics                         |
| "Keeps Gettin' Better"                                                     | 2008 | 7                        | 15                       | 4                        | 14                       | —                        | 14                       | 14                       | 36                       | 21                       | 26                       | | Keeps Gettin' Better: A Decade of Hits |
| "Not Myself Tonight"                                                       | 2010 | 23                       | 26                       | 11                       | 24                       | 18                       | —                        | 12                       | 32                       | 42                       | 22                       | - Úc: Vàng                                                                                                 | Bionic                                 |
| "Woohoo" (hợp tác với Nicki Minaj)                                         | 2010 | 79                       | —                        | 46                       | —                        | —                        | —                        | 148                      | —                        | —                        | —                        | | Bionic                                 |
| "You Lost Me"                                                              | 2010 | —                        | —                        | —                        | —                        | —                        | —                        | 153                      | —                        | —                        | —                        | | Bionic                                 |
| "Your Body"                                                                | 2012 | 34                       | 19                       | 10                       | 29                       | 42                       | 46                       | 16                       | 34                       | 22                       | 59                       | | Lotus                                  |
| "Just a Fool" (hợp tác với Blake Shelton)                                  | 2012 | 71                       | —                        | 37                       | —                        | —                        | —                        | —                        | —                        | —                        | —                        | | Lotus                                  |
| "—" đĩa đơn không được phát hành hoặc không được xếp hạng tại quốc gia đó. |      |                          |                          |                          |                          |                          |                          |                          |                          |                          |                          | |                                        |

### Đĩa đơn hợp tác
| Tựa đề                                                               | Năm  | Vị trí xếp hạng cao nhất | Vị trí xếp hạng cao nhất | Vị trí xếp hạng cao nhất | Vị trí xếp hạng cao nhất | Vị trí xếp hạng cao nhất | Vị trí xếp hạng cao nhất | Vị trí xếp hạng cao nhất | Vị trí xếp hạng cao nhất | Vị trí xếp hạng cao nhất | Vị trí xếp hạng cao nhất | Chứng nhận | Album            |
| Tựa đề                                                               | Năm  | Mỹ                       | Áo                       | Canada                   | Đức                      | Hà Lan                   | Ireland                  | LH Anh                   | New Zealand              | Thụy Sĩ                  | Úc                       | Chứng nhận | Album            |
| -------------------------------------------------------------------- | ---- | ------------------------ | ------------------------ | ------------------------ | ------------------------ | ------------------------ | ------------------------ | ------------------------ | ------------------------ | ------------------------ | ------------------------ | --- | ---------------- |
| "All I Wanna Do" (với Keizo Nakanishi)                               | 1997 | —                        | —                        | —                        | —                        | —                        | —                        | —                        | —                        | —                        | —                        | | Spinning         |
| "Nobody Wants to Be Lonely" (với Ricky Martin)                       | 2001 | 13                       | 13                       | 6                        | 5                        | 3                        | 12                       | 4                        | 1                        | 2                        | 8                        | - Hà Lan: Vàng - Thụy Sĩ: Vàng - Úc: Vàng                                                                                | Sound Loaded     |
| "What's Going On" (với Artists Against AIDS Worldwide)               | 2001 | 27                       | —                        | —                        | 35                       | —                        | 8                        | 6                        | —                        | —                        | —                        | | Đĩa đơn từ thiện |
| "El Último Adiós (The Last Goodbye)" (với nhiều nghệ sĩ khác)        | 2001 | —                        | —                        | —                        | —                        | —                        | —                        | —                        | —                        | —                        | —                        | | Đĩa đơn từ thiện |
| "Tilt Ya Head Back" (với Nelly)                                      | 2004 | 58                       | 42                       | —                        | 27                       | 16                       | 12                       | 5                        | 4                        | 16                       | 5                        | - Mỹ: Vàng - Úc: Bạch kim                                                                                                | Sweat            |
| "A Song for You" (với Herbie Hancock)                                | 2005 | —                        | —                        | —                        | —                        | —                        | —                        | —                        | —                        | —                        | —                        | | Possibilities    |
| "Somos Novios (It's Impossible)" (với Andrea Bocelli)                | 2006 | —                        | —                        | —                        | —                        | —                        | —                        | —                        | —                        | —                        | —                        | | Amore            |
| "Tell Me" (với Diddy)                                                | 2006 | 47                       | 19                       | —                        | 5                        | 13                       | 8                        | 8                        | —                        | 7                        | 13                       | | Press Play       |
| "Moves Like Jagger" (với Maroon 5)                                   | 2011 | 1                        | 1                        | 1                        | 2                        | 1                        | 1                        | 2                        | 1                        | 5                        | 2                        | - Mỹ: 5× Bạch kim - Canada: 7× Bạch kim - Đức: Bạch kim - New Zealand: 3× Bạch kim - Thụy Sĩ: Bạch kim - Úc: 8× Bạch kim | Hands All Over   |
| "Feel This Moment" (với Pitbull)                                     | 2013 | 8                        | 2                        | 4                        | 9                        | 17                       | 13                       | 5                        | 10                       | 7                        | 6                        | - Úc: Bạch kim | Global Warming   |
| "—" Đĩa đơn không được phát hành hoặc không xếp hạng tại quốc gia đó |      |                          |                          |                          |                          |                          |                          |                          |                          |                          |                          | |                  |

### Đĩa đơn quảng bá
| Tựa đề                         | Năm  | Album                                   |
| ------------------------------ | ---- | --------------------------------------- |
| "Just Be Free"                 | 2000 | Just Be Free                            |
| "Christmas Time"               | 2000 | My Kind of Christmas                    |
| "Hello (Follow Your Own Star)" | 2004 | Không có album                          |
| "Dynamite"                     | 2008 | Keeps Gettin' Better - A Decade of Hits |
| "I Hate Boys"                  | 2010 | Bionic                                  |

### Các bài hát được xếp hạng khác
| "Genie 2.0"                                                          | 2008 | —  | —  | —  | 161 | — | —  | — | Keeps Gettin' Better: A Decade of Hits |
| "Lift Me Up (trực tiếp)"                                             | 2010 | —  | —  | —  | 183 | — | —  | — | Hope for Haiti Now                     |
| "Bionic"                                                             | 2010 | 66 | —  | —  | —   | — | —  | — | Bionic                                 |
| "Express"                                                            | 2010 | —  | —  | —  | 75  | — | 54 | 58 | Burlesque                              |
| "Show Me How You Burlesque"                                          | 2010 | 70 | 92 | 89 | —   | 8 | 26 | 29 | Burlesque                              |
| "Castle Walls" (với T.I.)                                            | 2011 | —  | 99 | —  | —   | — | —  | — | No Mercy                               |
| "Beautiful" (trực tiếp tại The Voice) (với Beverly McClellan)        | 2011 | 74 | —  | —  | —   | — | —  | data-sort-value="" style="background: var(--background-color-interactive, #ececec); color: var(--color-base, inherit); vertical-align: middle; text-align: center; " class="table-na" \| — |                                        |
| "The Prayer" (trực tiếp tại The Voice) (với Chris Mann)              | 2012 | 85 | 75 | —  | —   | — | —  | data-sort-value="" style="background: var(--background-color-interactive, #ececec); color: var(--color-base, inherit); vertical-align: middle; text-align: center; " class="table-na" \| — |                                        |
| "—" Bài hát không được phát hành hoặc không xếp hạng tại quốc gia đó |      |    |    |    |     |   |    | |                                        |

## Xuất hiện khác
| Tựa đề                                    | Năm  | Nghệ sĩ khác                           | Album                                                            |
| ----------------------------------------- | ---- | -------------------------------------- | ---------------------------------------------------------------- |
| "We´re a Miracle"                         | 1999 | —                                      | Pokémon: The First Movie                                         |
| "Don't Make Me Love You ('Til I'm Ready)" | 2000 | —                                      | The Next Best Thing                                              |
| "Silent Night / Noche de Paz"             | 2000 | —                                      | Platinum Christmas                                               |
| "Like a Virgin"/"Hollywood"               | 2003 | Madonna, Britney Spears, Missy Elliott | Remixed & Revisited                                              |
| "Mother"                                  | 2007 | Bigelf                                 | Instant Karma: The Amnesty International Campaign to Save Darfur |
| "Live with Me"                            | 2008 | The Rolling Stones                     | Shine a Light                                                    |
| "Falling in Love Again (Can't Help It)"   | 2008 | —                                      | The Spirit                                                       |
| "Castle Walls"                            | 2011 | T.I.                                   | No Mercy                                                         |
| "Casa de Mi Padre"                        | 2012 | —                                      | Casa de Mi Padre                                                 |
| "Steppin' Out with My Baby"               | 2012 | Tony Bennett                           | Viva Duets                                                       |
| "Baby, It's Cold Outside"                 | 2012 | Cee Lo Green                           | Cee Lo's Magic Moment                                            |
| "The Blower's Daughter"                   | 2012 | Chris Mann                             | Roads                                                            |

## Video

### Album video
| Video                               | Năm  | Chi tiết                                          | Chứng nhận                       | Ghi chú |
| ----------------------------------- | ---- | ------------------------------------------------- | -------------------------------- | --- |
| Genie Gets Her Wish                 | 2000 | - Phát hành: 8 tháng 2 năm 2000 - Hãng đĩa: RCA   | - Mỹ: Bạch kim                   | - Gồm những cảnh quay trong chuyến lưu diễn Christina Aguilera: In Concert năm 2000 để quảng bá cho album Christina Aguilera.            |
| My Reflection                       | 2001 | - Phát hành: 5 tháng 6 năm 2001 - Hãng đĩa: RCA   | - Mỹ: Vàng - Úc Bạch kim         | - Gồm cảnh quay của buổi hòa nhạc của Christina trên đài ABC vào Giáng sinh năm 2000 dài một tiếng.                                      |
| Stripped Live in the UK             | 2004 | - Phát hành: 12 tháng 10 năm 2004 - Hãng đĩa: RCA | - Mỹ: Bạch kim - Úc: 2× Bạch kim | - Gồm những cảnh quay của chuyến lưu diễn Stripped Live... On Tour tại Luân Đôn (Liên hiệp Anh) năm 2003 để quảng bá cho album Stripped. |
| Back to Basics: Live and Down Under | 2008 | - Phát hành: 4 tháng 2 năm 2008 - Hãng đĩa: RCA   | - Mỹ: Vàng - Úc: Bạch kim        | - Gồm những cảnh quay của chuyến lưu diễn Back to Basics Tour tại Úc năm 2006.                                                           |

## Video âm nhạc
| Năm  | Video                                                                 | Đạo diễn                               |
| ---- | --------------------------------------------------------------------- | -------------------------------------- |
| 1998 | "Reflection"                                                          | Tony Bancroft                          |
| 1999 | "Genie in a Bottle"/"Genio Atrapado"                                  | Diane Martel                           |
| 1999 | "What a Girl Wants"                                                   | Diane Martel                           |
| 2000 | "I Turn to You"/"Por Siempre Tú"                                      | Joseph Kahn                            |
| 2000 | "Come on Over Baby (All I Want Is You)"/ "Ven Conmigo (Solamente Tú)" | Paul Hunter                            |
| 2000 | "Pero Me Acuerdo De Tí"                                               | Kevin G. Bray                          |
| 2001 | "Nobody Wants to Be Lonely" (với Ricky Martin)                        | Wayne Isham                            |
| 2001 | "Lady Marmalade" (với Lil' Kim, Pink & Mýa)                           | Paul Hunter                            |
| 2001 | "What's Going On" (nhiều nghệ sĩ)                                     | Jake Scott & Malik Sayeed              |
| 2001 | "El Ultimo Adios (The Last Goodbye)" (nhiều nghệ sĩ)                  | José Antonio Molina                    |
| 2002 | "Dirrty" (hợp tác với Redman)                                         | David La Chapelle                      |
| 2002 | "Beautiful"                                                           | Jonas Åkerlund                         |
| 2003 | "Fighter"                                                             | Floria Sigismondi                      |
| 2003 | "Can't Hold Us Down" (hợp tác với Lil' Kim)                           | David La Chapelle                      |
| 2003 | "The Voice Within"                                                    | David La Chapelle                      |
| 2004 | "Car Wash" (hợp tác với Missy Elliot)                                 | Rich Newey                             |
| 2004 | "Tilt Ya Head Back" (với Nelly)                                       | Little X                               |
| 2006 | "Ain't No Other Man"                                                  | Bryan Barber                           |
| 2006 | "Hurt"                                                                | Floria Sigismondi & Christina Aguilera |
| 2006 | "Tell Me" (với Diddy)                                                 | Erik White                             |
| 2007 | "Candyman"                                                            | Matthew Rolston & Christina Aguilera   |
| 2008 | "Save Me From Myself"                                                 | Christina Aguilera                     |
| 2008 | "Keeps Gettin' Better"                                                | Peter Berg                             |
| 2010 | "Not Myself Tonight"                                                  | Hype Williams                          |
| 2010 | "You Lost Me"                                                         | Anthony Mandler                        |
| 2011 | "Moves Like Jagger" (với Maroon 5)                                    | Jonas Åkerlund                         |
| 2012 | "Your Body"                                                           | Melina Matsoukas                       |
| 2013 | "Feel This Moment" (với Pitbull)                                      | David Rousseau                         |